# エディー・ラッシュ
エディー・ラッシュ (Eddie Rush, 1961年9月19日 - ) は、NBAのレフェリー (審判員)。アメリカ合衆国ジョージア州コロンビア出身。1988-89シーズンより現在に至るまでNBAでレフェリーを務めている。"背番号は32番"。2012-2013シーズン終了時で、レギュラーシーズンで、1400試合以上、プレーオフで160試合以上、ファイナルでは9試合の経験がある。

## 経歴
ジョージア州コロンビアのW・H・スペンサー高校では野球とバスケットボールをプレーし、卒業後はジョージア州立大学に進学し1983年に卒業した。
NBAに入る前に、ハイスクールの試合を10年審判し、カレッジ、プロリーグの審判へと転身した。カレッジでは8年務め、1991年、1992年はNCAAトーナメント1stラウンドの審判も務めた。後に5年間CBAのレフェリーも務め他経験を持つ。
ラッシュは、NBAレフェリーでただ一人、4シーズン連続でファイナルの審判を務めている。(2005, 2006, 2007, and 2008).